# 上皇 (天皇退位特例法)
上皇（日语：／ Jōkō，宫内厅官方英译为“Emperor Emeritus”）是日本第125代天皇明仁退位後依據天皇退位特例法第二條而定的頭銜（尊號），自2019年（令和元年）5月1日明仁讓位予德仁起實施。

## 歷史
2016年7月，日本放送協會（NHK）報導根據宮內廳相關人士表示，時任天皇明仁有意於數年內內禪予皇太子德仁親王，並獲得皇后美智子、德仁及皇次子文仁接受，但隨即遭到宮內廳的否認。在兩方差異甚遠的報導之下，明仁表示會盡速表明立場，並在同年8月8日於日本全国发表預先錄製之影片談話正式表达生前退位的意向。
2017年，日本內閣依據“關於減輕天皇公務負擔等有識之士會議”之報告，在不修改《皇室典範》的情形下，提出適用於明仁生前退位的特別法，並獲得众议院及參議院之通過。同年12月1日的皇室会议商討後決定，明仁於2019年4月30日退位、德仁親王於5月1日即位並更改年號為「令和」。明仁成為自1817年光格天皇以來，相隔202年首位讓位的天皇。
依據該特別法第三條規定，明仁被尊為「上皇」而非日本歷史上的太上天皇，避免讓外界聯想起院政；美智子因夫君仍在世，依據該特別法第四條規定，不被尊為皇太后，而尊為「上皇后」。

## 上皇旗
明仁于2019年4月30日退位成为上皇，并制定了上皇专用旗帜。首次出现于6月6日上午，明仁夫妇在退位后首次前往八王子武藏陵参拜大正天皇墓，其乘坐的专车悬挂着上皇旗。虽然上皇旗与天皇旗图案格式一样，但与天皇旗不同的是，上皇旗为深红色，天皇旗则是朱红色。

## 關联条目
- 天皇
- 今上天皇
- 太上皇
- 太上天皇
- 太上法皇
- 上皇后 (天皇退位特例法)
- 皇位
- 退位
- 院政
- 准太上天皇
- 太上王
- 太閤、大御所